# دومينيك جويس
دومينيك جويس (بالإنجليزية: Dominic Joyce)‏ هو رياضياتي بريطاني، ولد في 8 أبريل 1968.